# Mount Munday
Mount Munday ist einer der Haupt-Gipfel der Pacific Ranges in den Coast Mountains in der kanadischen Provinz British Columbia. Mit einer Höhe von 3356 m und einer Schartenhöhe von 426 m liegt er in der Waddington Range, sechs Kilometer südöstlich des 4.019 m hohen Mount Waddington, des höchsten Gipfels der Coast Mountains.

## Geschichte
Der Gipfel im Regional District of Mount Waddington wurde nach den Bergsteigern Don und Phyllis Munday benannt, die ihn zuerst bestiegen und die einen Großteil der südlichen Coast Mountains erkundeten und kartierten, darunter einen Großteil des westlichen Garibaldi Provincial Park nahe Whistler, aber auch viele der weniger bekannten und weiter von der Resort-Gemeinde entfernt liegenden Gipfel. Die Mundays waren die Entdecker des Mount Waddington, von ihnen zunächst als Mystery Mountain tituliert; ursprünglich bemerkten sie ihn vom Mount Arrowsmith auf Vancouver Island aus, erkundeten jedoch die Waddington Range in der Hoffnung, ihn zu lokalisieren und zu vermessen, obwohl schon ein anderer die Erstbesteigung durchgeführt hatte.

## Klima
In Bezug auf die Klimaklassifikation nach Köppen und Geiger herrscht am Gipfel des Mount Munday ein Dauerfrostklima. Die meisten Wetterfronten stammen vom Pazifik und bewegen sich ostwärts auf die Coast Mountains zu, wo sie durch die Berge zum Aufsteigen (Windstau) gezwungen werden, was wiederum dazu führt, dass die enthaltene Feuchtigkeit in Form von Regen oder Schnee abgegeben wird. Im Ergebnis führt das zu hohen Niederschlägen in den Coast Mountains, insbesondere zu starken Schneefällen im Winter. Die Temperaturen können unter −20 °C fallen, unter Berücksichtigung von Windchill-Einfluss unter −30 °C. Dieses Klima nährt die Gletscher Bravo, Splendour und Ice Valley, welche die Hänge des Berges bedecken.